# IC 456
IC 456 ist eine linsenförmige Galaxie vom Hubble-Typ SB0 im Sternbild Großer Hund am Südsternhimmel. Sie ist schätzungsweise 68 Millionen Lichtjahre von der Milchstraße entfernt und hat einen Durchmesser von etwa 55.000 Lichtjahren. 
Das Objekt wurde am 19. Dezember 1890 vom US-amerikanischen Astronomen Lewis Swift entdeckt.